# 冒険者 (曲)
「冒険者」（ぼうけんしゃ）は、日本のロックバンド安全地帯のギタリスト矢萩渉の楽曲で1stシングル。1990年6月25日にキティレコード（現：ユニバーサルミュージック）より発売。

## 解説
オリコン初登場17位を記録した。
セイコーエプソンのノートパソコン「PC 286 NOTE F」と、同社のCI広告のCMソングとして使用された。
このCMには当時現役のF1ドライバーだった中嶋悟が起用され、F1ファン以外の多くの人にも印象に残るCMとなった。カップリング曲の『約束』は、1989年にセイコーエプソンのCMソングとして使用された。
矢萩と共にプロデュースをしたのは、数多くのCM音楽を手掛ける東京バナナボーイズ。
『冒険者』と『約束』の作詞をした村上明彦はそのメンバーでありCMディレクター。
矢萩の1stアルバム『冒険者』と、中嶋悟の引退記念アルバム『SATORU NAKAJIMA』にも収録されている。

## 収録曲
- 両楽曲とも、作詞：村上明彦／作曲・編曲：矢萩渉

1. 冒険者
2. 約束